# Music that you can dance to
Music that you can dance to is een studioalbum van Sparks; het verscheen in 1986. Sparks was toen in Nederland buiten zicht geraakt; Nederland had niet zo’n interesse in de discomuziek van Sparks, terwijl het in de Verenigde Staten nog redelijk deed. Voor Europeanen zat Sparks de verdomhoek, een aantal albums op rij verkocht slecht tot matig. Ook de van dit album afgehaalde singles haalden geen succes. De single Change, alleen verkrijgbaar op de Amerikaanse en Duitse persing haalde wel een klein succes. In Engeland haalde die single de 85e plaats in de single top 100. Het album is opgenomen in Brussel.
Historisch is de laatste track het interessants, zij laat horen waar de muziek van de band later naartoe zou gaan. De paniekerige stem van Russell is af en toe nog te horen (bijvoorbeeld Fingertips). In 2011 volgde een heruitgave.

## Musici
- Russell Mael - vocals
- Ron Mael - alle synthesizers (Fairlight, Roland JP-8, Yamaha DX-7)
- Bob Haag - Endodyne gitaar, Roland synthesizers, achtergrondzang
- Leslie Bohem – basgitaar, achtergrondzang
- David Kendrick – slagwerk (verhuisde naar Devo)
- John Thomas – toetsinstrumenten
- Robert Mache - gitaar op "Fingertips"

## Muziek
Alle door Ron Mael en Russell Mael, behalve waar aangegeven

| Nr. | Titel                                  | Duur |
| --- | -------------------------------------- | ---- |
| 1.  | Music that you can dance to            | 4:21 |
| 2.  | Rosebud                                | 4:37 |
| 3.  | Fingertips (Henry Cosby/Clarence Paul) | 4:20 |
| 4.  | Armies of the night                    | 4:30 |

| Nr. | Titel                 | Duur |
| --- | --------------------- | ---- |
| 5.  | The scene             | 6:11 |
| 6.  | Shopping mall of love | 3:14 |
| 7.  | Modesty plays         | 3:59 |
| 8.  | Let's get funky       | 6:05 |